# 林永坤
林永坤（1982年10月1日—）為台灣的棒球選手之一，前中華職棒中信鯨隊，守備位置為游擊手。
因涉入2009年中華職棒假球事件在當年12月遭板橋地檢署收押禁見，棒球協會除名。

## 經歷
- 台南市立人國小少棒隊
- 台南市大成國中青少棒隊
- 屏東縣美和中學青棒隊
- 台北市文化大學棒球隊（美孚巨人）
- La New熊隊代訓球員
- 合作金庫棒球隊
- 中華職棒中信二軍借將
- 中華職棒中信鯨隊

## 職棒生涯成績
| 年度   | 球隊   | 出賽 | 打數 | 安打 | 全壘打 | 打點 | 盜壘 | 四死 | 三振 | 壘打數 | 雙殺打 | 打擊率 |
| ------ | ------ | ---- | ---- | ---- | ------ | ---- | ---- | ---- | ---- | ------ | ------ | ------ |
| 2008年 | 中信鯨 | 64   | 164  | 33   | 0      | 5    | 4    | 16   | 34   | 38     | 3      | 0.201  |
| 合計   | 1年    | 64   | 164  | 33   | 0      | 5    | 4    | 16   | 34   | 38     | 3      | 0.201  |

- 成績累績至2008年10月10日

## 外部連結
- 林永坤在台灣棒球維基館上的頁面（繁體中文）